# Petaurista alborufus
Petaurista alborufus е вид бозайник от семейство Катерицови (Sciuridae).